# Montone
El río Montone (del italiano: fiume Montone) es un corto río de Italia de la región Emilia Romaña. Tiene una longitud de aproximadamente 90 km.

## Curso del río
El Montone nace cerca del monte Falterona, en los Apeninos de la zona de Forlì, y surca su vertiente oriental. Nace cerca del pueblo San Benedetto in Alpe, en la confluencia de los ríos Acquacheta y Troncalosso. Además de la zona de San Benedetto in Alpe, baña los pueblos de Portico di Romagna, Rocca San Casciano, Dovadola, Castrocaro Terme y Terra del Sole, hasta llegar a la ciudad de Forlì y bordear el casco viejo de la ciudad por el oeste, tras recibir las aguas del río Rabbi (63 km). A partir de ahí, recorre la llanura en dirección a Rávena. Justo antes de llegar a Rávena se une al río Ronco formando de este modo el curso de agua conocido como Ríos Unidos antes de desembocar en el mar Adriático.
El Acquacheta es su afluente más conocido, en particular por su espectacular cascada (que Dante Alighieri menciona en «El Infierno», capítulo XVI, 97). Después de atravesar los Apeninos de la zona de Forlí, el Acquacheta desemboca en el río Montone.

## Hidrología
El Montone es un río con un régimen especialmente torrencial, casi seco en verano y con crecidas repentinas en otoño. Su caudal medio es de aproximadamente 5 m³/s.